# Cocido morañego
El Cocido morañego es una preparación culinaria tradicional de la provincia de Ávila, y gran representante de su gastronomía. Su nombre proviene de la procedencia La Moraña (provincia de Ávila) Es uno de los cocidos de garbanzos (elaborado con los garbanzos de la Moraña) más típicos y populares de la región abulense. Es tradicional realizarlo en olla de barro en cocción lenta que dura varias horas. Los ingredientes que acompañan la cocción son el repollo (acompañado de verduras diversas de la huerta abulense), el morcillo de ternera y el tocino de cerdo. El plato surge históricamente en la extremadura castellana durante el periodo medieval. 
Una de sus variantes es el llamado cocido sanjuaniego llamado así por la tradicional comida realizada el día de San Juan de la Cruz en el lugar de su nacimiento, de Fontiveros, localidad que fue el núcleo principal de la antigua Moraña y uno de los principales productores de garbanzos.